# Somme (rivier)

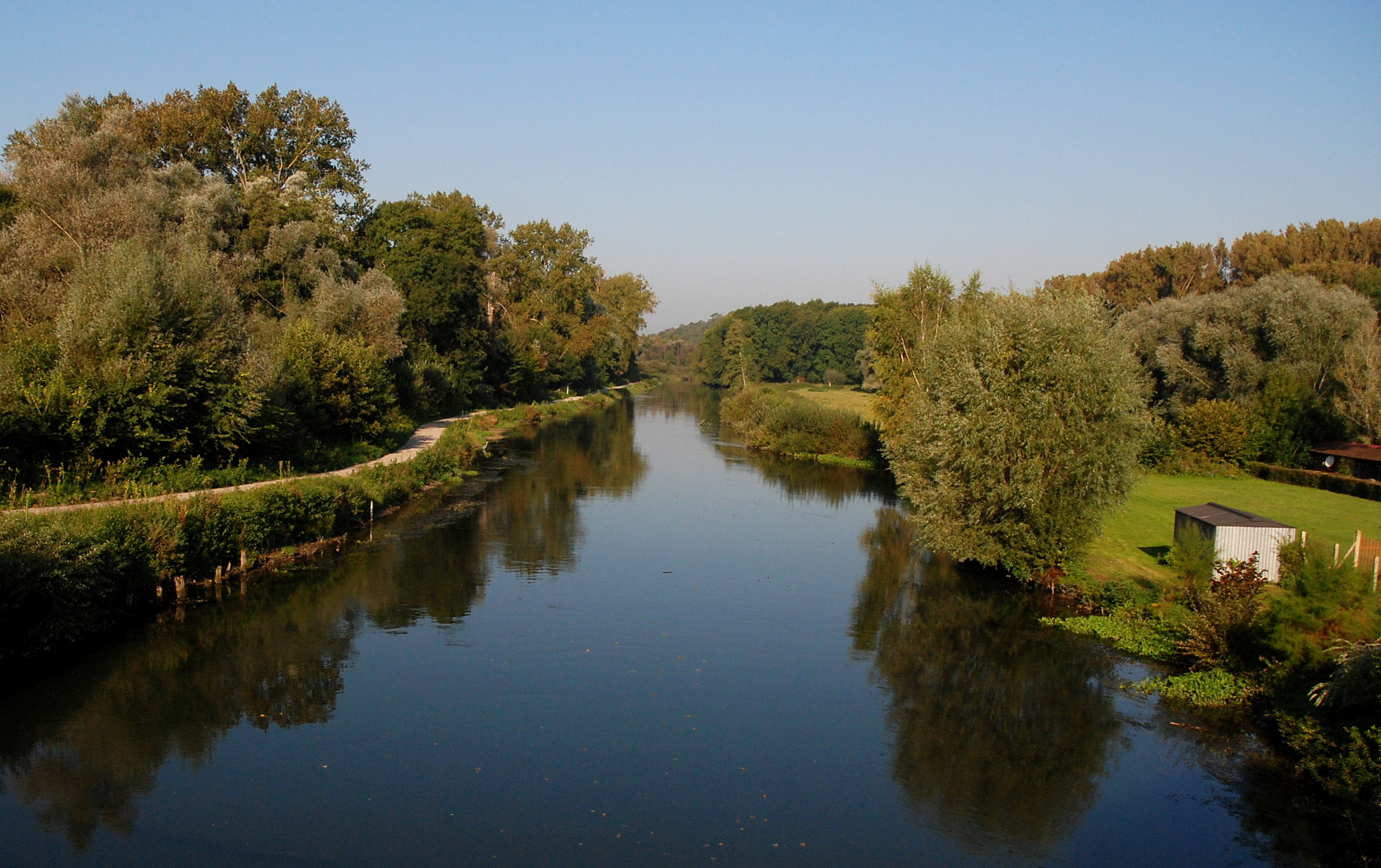
De Somme in L'Etoile

De Somme (Middelnederlands: Zomme, Vlaams: Zoom) is een rivier in Hauts-de-France (Frankrijk). De oude Gallische naam van de rivier is "Samara", in de betekenis van "de rustige". Het is de rivier waaraan het departement Somme zijn naam ontleent.

## Ligging
De Somme ontspringt bij Fonsomme in het departement Aisne en mondt via de Baai van de Somme uit in Het Kanaal. Steden aan de rivier zijn Saint-Quentin, Ham, Péronne, Corbie, Amiens, Abbeville, Le Crotoy en Saint-Valery-sur-Somme. De estuarium-monding ligt tussen deze laatste twee.
De voornaamste zijrivieren zijn de Avre en de Ancre.
De Somme is tussen 1770 en 1843 aangepast om het scheepvaartverkeer te faciliteren. In 1880 is het kanaal verruimd om geschikt te worden voor grotere schepen. De rivier is deels gekanaliseerd en geeft zijn naam aan het Sommekanaal. Dit kanaal tussen Saint-Simon en de monding dat gedeeltelijk parallel loopt met de rivier.
Historisch is de rivier van betekenis aangezien zij gezien kan worden als de natuurlijke (historische) grens tussen Frankrijk en Vlaanderen. Het gebied ten noorden van de Somme kenmerkt zich door een Vlaamse geschiedenis, wat terug te vinden is in de namen van steden en dorpen (alhoewel verfranst), de Vlaamse architectuur en ook in de namen van de oorspronkelijke bewoners.

## Belangrijke gebeurtenissen
- Op 27 september 1066 vertrok de invasievloot van Willem de Veroveraar van de monding nabij Saint-Valery-sur-Somme naar Engeland. Eerst moest echter wekenlang op beter weer worden gewacht. Op Het Kanaal heersten toen hevige herfststormen.
- In 1916, tijdens de Eerste Wereldoorlog, vond bij Péronne de Slag aan de Somme plaats. Bij deze slag kwamen meer dan een miljoen mensen om het leven.
- In 2001 werd de vallei van de Somme getroffen door extreme overstromingen.